# Praha-Dejvice (nádraží)
Praha-Dejvice je železniční stanice v Praze-Dejvicích v městské části Praha 6 na adrese Václavkova 169/1 na trati Praha–Rakovník. Nachází se nedaleko stanice metra Hradčanská, nádražní budova stojí v čele Bachmačského náměstí. Zastavují zde osobní a spěšné vlaky společnosti České dráhy linek S5, S54, R45 a rychlíky linky R24 společnosti ARRIVA vlaky.

## Historie

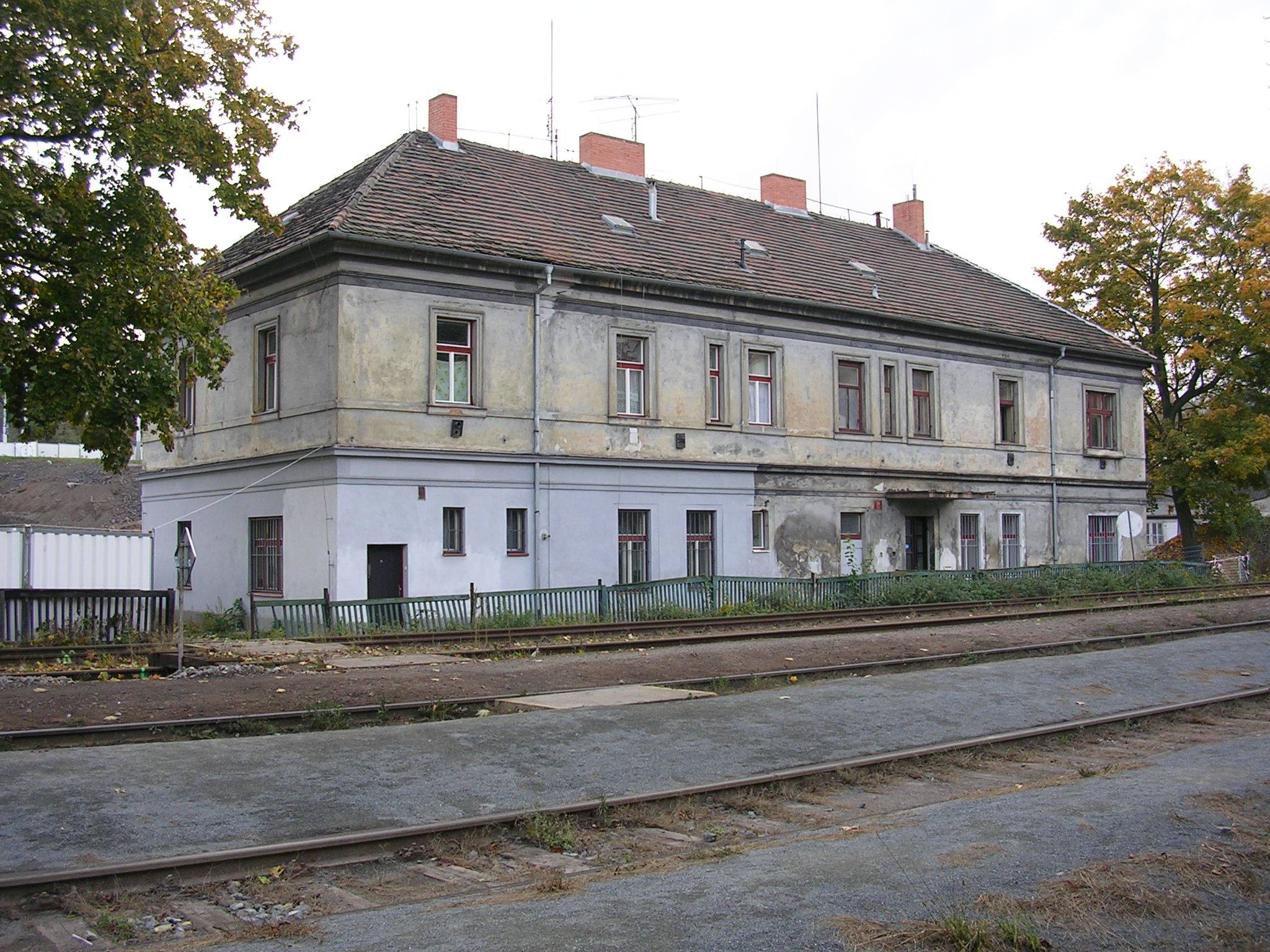
Budova nádraží koněspřežky

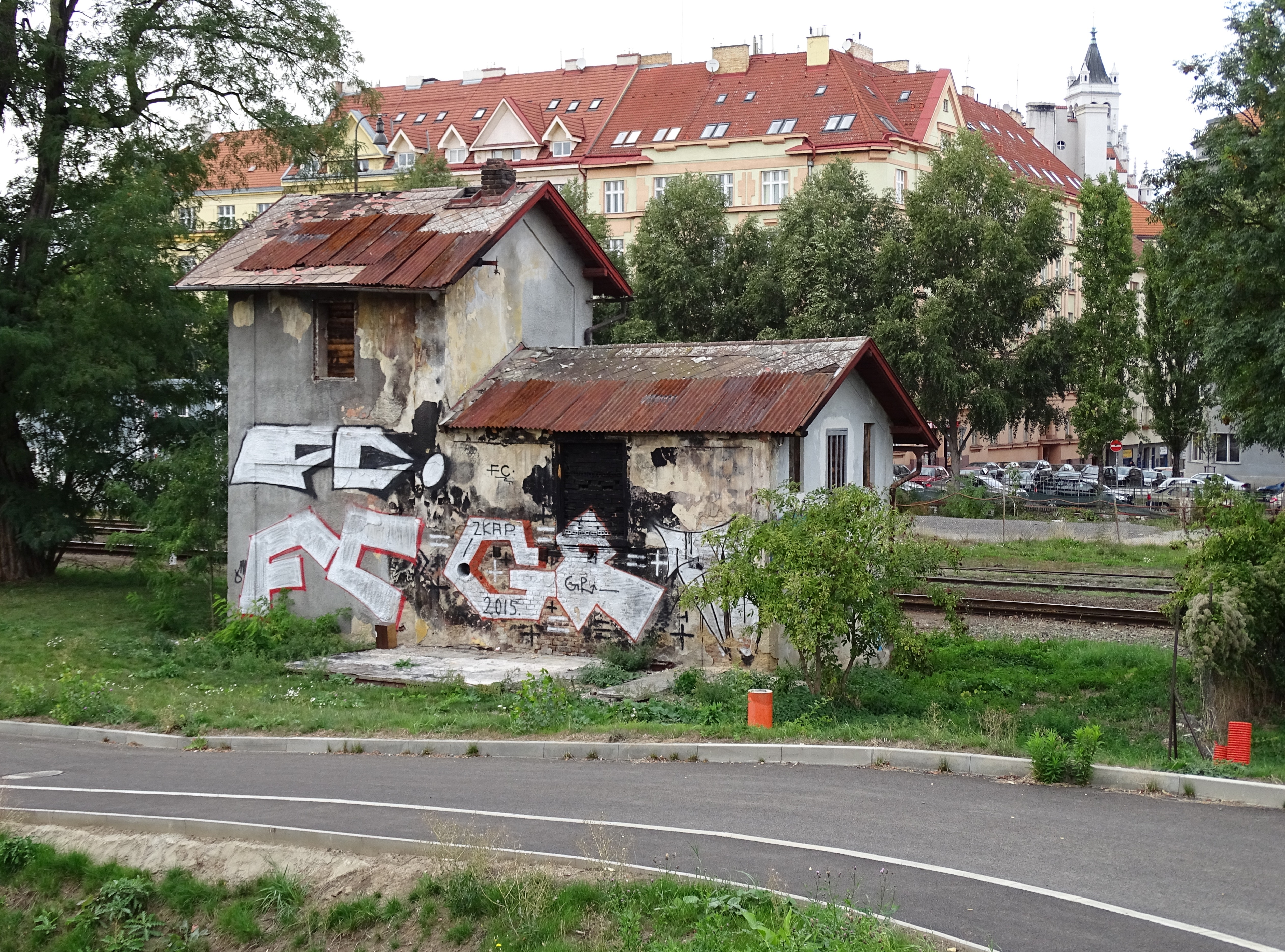
Historický vodojem

Jedná se o nejstarší pražské nádraží. Původně zde začínala nákladní Lánská koněspřežka, která od r. 1830 sloužila zejména pro dopravu dřeva z Křivoklátských lesů. Stanice byla umístěna vně města u křižovatky cest za Píseckou bránou, nedostatečné dopravní spojení této lokality s centrem města vyřešila tehdy zbudovaná Chotkova silnice. Z doby vzniku nádraží, z r. 1831, pochází i původní nádražní budova, která v upravené podobě dosud stojí za kolejištěm naproti současné budově.
Nádraží se stalo pražským překladištěm kladenského uhlí, jehož význam v době průmyslové revoluce postupně vzrůstal. Roku 1863 byla dráha přestavěna na parostrojní pohon společností Buštěhradská dráha. Od r. 1868 byla železnice prodloužena přes tunel v Královské oboře do nádraží Praha-Bubny, kde se napojila na trať Rakouské společnosti státní dráhy a vlaky tak mohou přes Negrelliho viadukt dojíždět na Státní, dnes Masarykovo nádraží. V šedesátých letech 19. století byla nejprve přestavěna původní budova, poté přistavěn vodojem (1872) a v roce 1873 byla postavena nová budova nádraží.
Za první republiky nádraží využíval prezident T. G. Masaryk pro cesty do lánského zámku. V roce 1927 byl zde zřízen prezidentský salonek s příjezdovou rampou a samostatným nástupištěm.

## Budovy

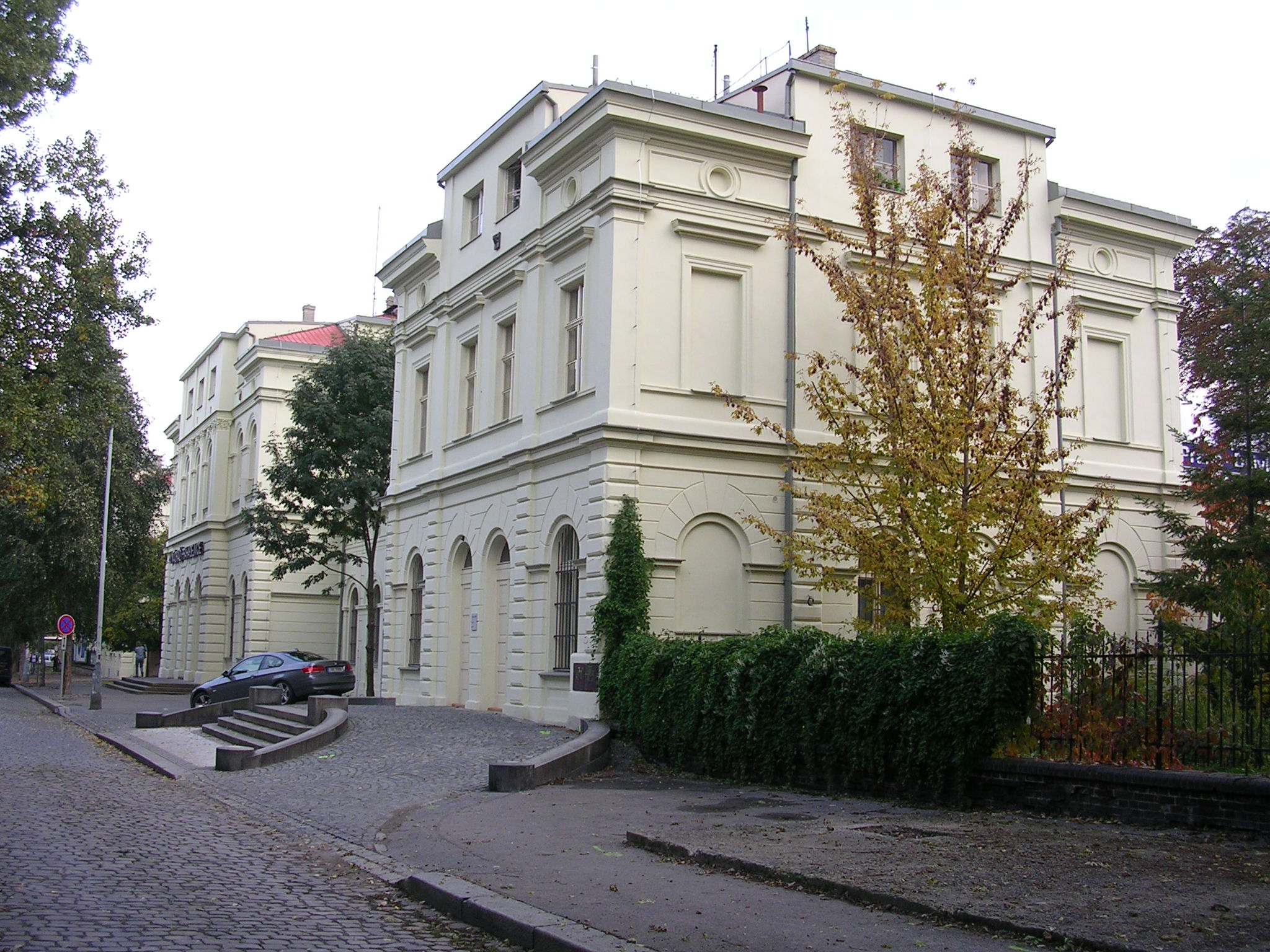
Nádražní budova, pohled z Bachmačského náměstí, v popředí prezidentská rampa.

- V areálu je dochovaná původní, nejstarší pražská nádražní budova z roku 1831, dostavovaná v letech 1863 až 1869.
- Drážní vodojem z roku 1872. Vodojem měl v přízemí kotel, od něho procházel komín ocelovou vodní nádrží umístěnou v patře. Jedná se o nejstarší drážní vodojem v Praze.
- Současná budova byla postavena roku 1873. Ke střední patrové části přiléhají dvě křídla zakončená patrovými pavilony. Po celé délce probíhá stříška na litinových sloupech. V přízemí na západní straně je prezidentský salónek, se stavebně odděleným nástupištěm a do ulice doplněný malou příjezdovou rampou. Původní vzhled budovy narušují novodobé půdní přístavby na všech třech patrových částech nádraží. Ve východní části budovy je restaurace se zahrádkou, která slouží i jako hudební klub.

Všechny tři budovy jsou od roku 1999 chráněny jako kulturní památka.
Budovy v roce 2016 přešly do majetku SŽDC.

## Návazná doprava
Poblíž nádraží se nachází významný dopravní uzel tramvajové a autobusové dopravy při stanici metra Hradčanská.

## Budoucnost
Nádraží leží na uvažované rychlodráze na letiště a do Kladna. Navrhované bylo také vytvoření podzemního nástupiště s přímým spojením s podchodem a vestibulem stanice metra.

## Zajímavosti
Stanice je vybírána jako lokace pro filmování historických filmů, domácích i zahraničních. Mezi mnohými např.:
- Poslední vlak
- Operace Silver A
- Child 44

Byl zde natočen také klip ke skladbě Jsem pohodlný od skupiny J.A.R.